# کامارگو گوارنییری
موزارت کامارگو گوارنییری (به پرتغالی: Mozart Camargo Guarnieri) (۱ فوریهٔ ۱۹۰۷ – ۱۳ ژانویهٔ ۱۹۹۳) آهنگساز، رهبر ارکستر، و نوازندهٔ پیانو برزیلیِ ایتالیایی‌تبار بود.

## آثار
آثار او در فرم‌های مختلفِ موسیقی عبارتند از:

### اپراها
- دو اپرا (۱۹۵۹ و ۱۹۶۲)

### آثار ارکستری
- شش سمفونی (۱۹۴۴–۱۹۸۱)
- دو اوورتور (۱۹۴۲ و ۱۹۷۱)
- سه سوئیت (۱۹۲۹، ۱۹۵۴، و ۱۹۵۷)

### کنسرتانت‌ها
- شش کنسرتو پیانو (۱۹۳۱–۱۹۸۷)
- واریاسیون‌هایی برای پیانو و ارکستر (۱۹۵۳)
- دو کنسرتو ویولن (۱۹۴۰ و ۱۹۵۲)

### موسیقی مجلسی/موسیقی سازی
- سه کوارتت زهی (۱۹۳۲، ۱۹۴۴، و ۱۹۶۲)
- سه سونات ویولنسل (۱۹۳۱، ۱۹۵۵، و ۱۹۷۷)
- هفت سونات ویولن
- یک سونات ویولا (۱۹۵۰)
- یک سوناتینا برای فلوت و پیانو (۱۹۴۷)